# Rocca di Entella
La Rocca di Entella è un rilievo tabulare di 557 metri che si trova nel territorio del comune di Contessa Entellina, nella città metropolitana di Palermo, a est del fiume Belice Sinistro.
Prende il nome dall'antica città elima di Entella distrutta nel XIII secolo circa da Federico II di Svevia.
Si tratta di un rilievo isolato, composto da rocce gessose a grandi cristalli, che ospita una grande varietà di piccoli mammiferi e di rapaci. 
La rocca è oggetto di campagne di scavo che riguardano resti elimi, una necropoli ellenistica e numerose vestigia medioevali.
La rocca ospita alla base una grotta, dallo sviluppo di circa 700 metri, per la cui protezione è stata istituita la Riserva Naturale Integrale Grotta di Entella, gestita per conto della Regione Siciliana dal Club Alpino italiano-Sicilia.
Nel 2000, tutta la Rocca di Entella è stata riconosciuta quale SIC (Sito di Importanza Comunitaria) e ZPS (Zona a Protezione Speciale) dalla Comunità Europea (ITA020042 Rocche di Entella).

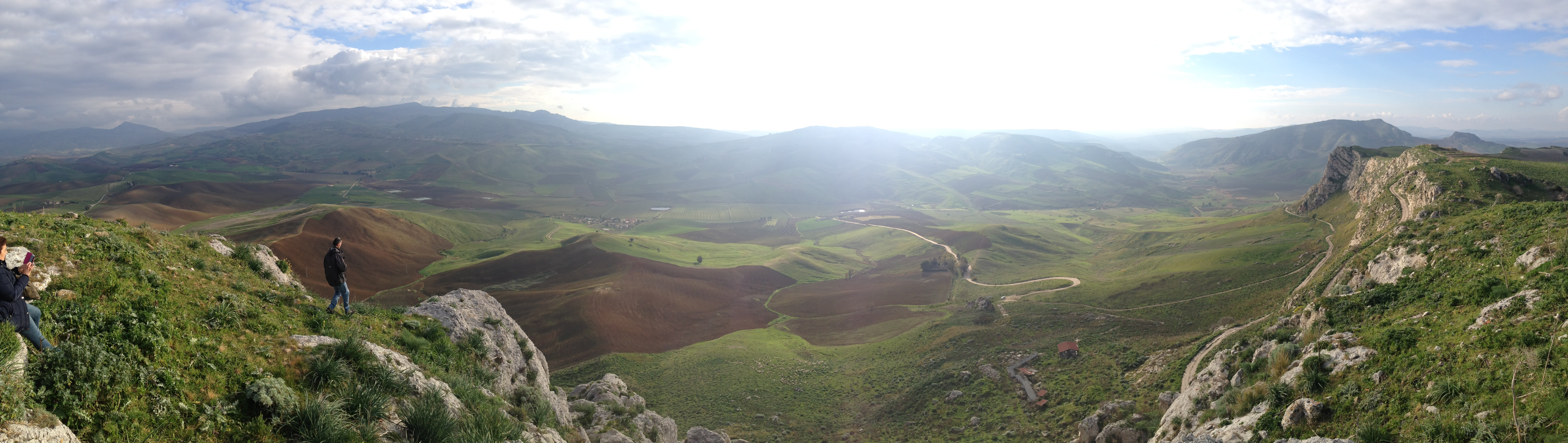
Panorama sud dalla Rocca di Entella